# Плітас Олександр Савич
Олександр Савич Плітас (нар. 15 липня 1896, Константинівська — пом. 27 квітня 1958, Меріленд) — український військовий діяч, лікар, санітарний сотник Армії УНР. Лицар Залізного хреста УНР та Хреста Симона Петлюри.

## Життєпис
Олександр Плітас народився у станиці Константинівській на Донщині 15 липня 1896 року. У 1905 році він закінчив гімназію у Ростові-на-Дону.

### Радянсько-українська війна
Більшовицька навала на Україну навесні 1919 року застає його студентом останнього семестру медичного факультету Харківського університету. Як староста медиків, він був членом 15-членного Комітету студентського самоуправління. По приході більшовиків до Харкова на засідання Комітету з'явився студент ветеринарії сумнівної репутації, щоб перебрати управління, як комісар. Його після декількох запитів викидають силою із залі засідання. Вночі того самого дня усіх членів Комітету розстріляли, крім Олександра, який врятувався лише тому, що тієї ночі не перебував у своєму помешканні. Після цього випадку Плітас утік із Харкова та у травні 1919 року вступив в ряди повстанської групи отамана Юрія Тютюнника, з якої згодом була сформована 4-та Київська Дивізія Армії УНР. Займав посаду дивізійного лікаря під час Першого зимового походу. За участь у поході Був нагороджений орденом Залізного Хреста. Коли восени 1921 року його дивізія у складі Волинської повстанської групи вибралася з польського табору у повстанський похід, знаний, як Листопадовий рейд, він пішов з нею як керівник військового шпиталю при Штабі Повстанської армії. Під час бою біля села Чайківка Олександр Плітас виявив особливий героїзм, обслуговуючи поранених. Цей похід закінчився геройською смертю 359 вояків під Базаром. Плітас врятувався лише чудом і повернувся знову до таборів інтернованих.

### Еміграція до Чехословаччини
У 1923 році Олександр Плітас емігрував до Чехословаччини, де деякий час працював в університетських клініках. У 1926 році він закінчив медичний факультет Празького університету. У 1927 році, після від'їзду доктора Модеста Левицького, Олександр перебрав посаду лікаря Української Господарської Академії в Подєбрадах, продовжуючи служити українським воякам, які на той час вже були студентами академії. Там Плітас залишався до 1934 року, не зважаючи на мізерну заробітну плату. Того ж року у журналі «Гуртуймося» під криптонімом MUDr О. П. були опубліковані його спогади про Другий зимовий похід. У 1935 році він відкрив приватну практику в Жегуні біля Подєбрад, надаючи й надалі безплатну лікарську допомогу українській колонії в Подєбрадах.

### Угорсько-українська війна
У 1938 році доктор Олександр Плітас, як тільки почалася боротьба за Карпатську Україну, покидає свою практику і переїздить до Хусту, де працює спочатку як повітовий лікар, а згодом як лікар окружної каси хворих та лікар Карпатської Січі. Разом із дружиною, доктором Зоєю Плітас, бере участь в організації та веденні сестринських курсів. Під час боїв з угорськими військами Олександр організує польовий шпиталь та залишається при ньому із своїми раненими, аж поки угорці не окуповують Закарпаття. Після початку угорської окупації Плітас втікає до Румунії та через Югославію і Німеччину повертається у 1939 році до Чехії.

Могила Олександра Плітаса на цвинтарі у Саут-Браунд-Буці.

### Остаточна еміграція
Плітас знову відкриває практику у 1940 році, цього разу в Печках біля Подєбрад, але в 1943-му німці насильно посилають його на працю до зруйнованих бомбардуваннями Гамбургу та Гельзенкірхену. На декілька місяців перед кінцем війни він повертається до Чехії, щоб вкоротці покинути там усе своє майно та опинитися в таборі в Регенсбурзі, де на різних посадах працює 4 роки. Крім лікарської праці Олександр Плітас викладав на сестринських курсах та був лектором соціальної гігієни для студентів УТГІ та слухачів матуральних курсів при УТГІ. Організував Спілку українських лікарів на цьому терені Баварії та був її головою аж до свого виїзду до Америки в 1949 році.
В Америці працював у туберкульозному шпиталі в Меріленді й помер по операції 27 квітня 1958 року. Похований на православному кладовищі Святого Андрія у Саут-Браунд-Буці, штат Нью-Джерсі.

## Вшанування
Розпорядженням Харківської обласної військової адміністрації № 513 В від 26.07.2024 "Про перейменування об'єктів топонімії міста Харкова" в'їзд Братський у місті Харкові, перейменували на в'їзд Олександра Плітаса.